# Mühlberg (Turingia)

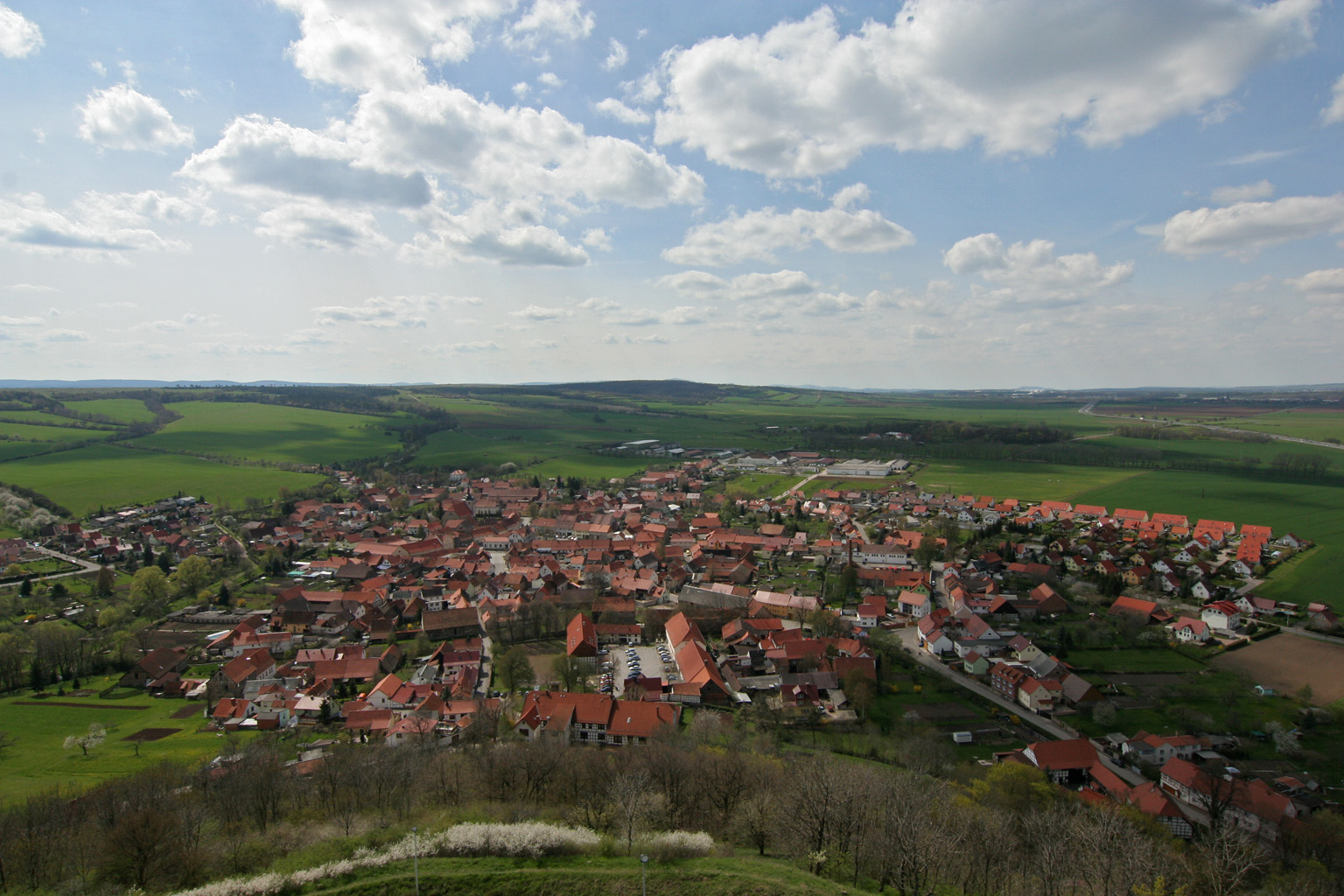
Privire panoramică

Mühlberg (Thüringen) este o comună din landul Turingia, Germania.

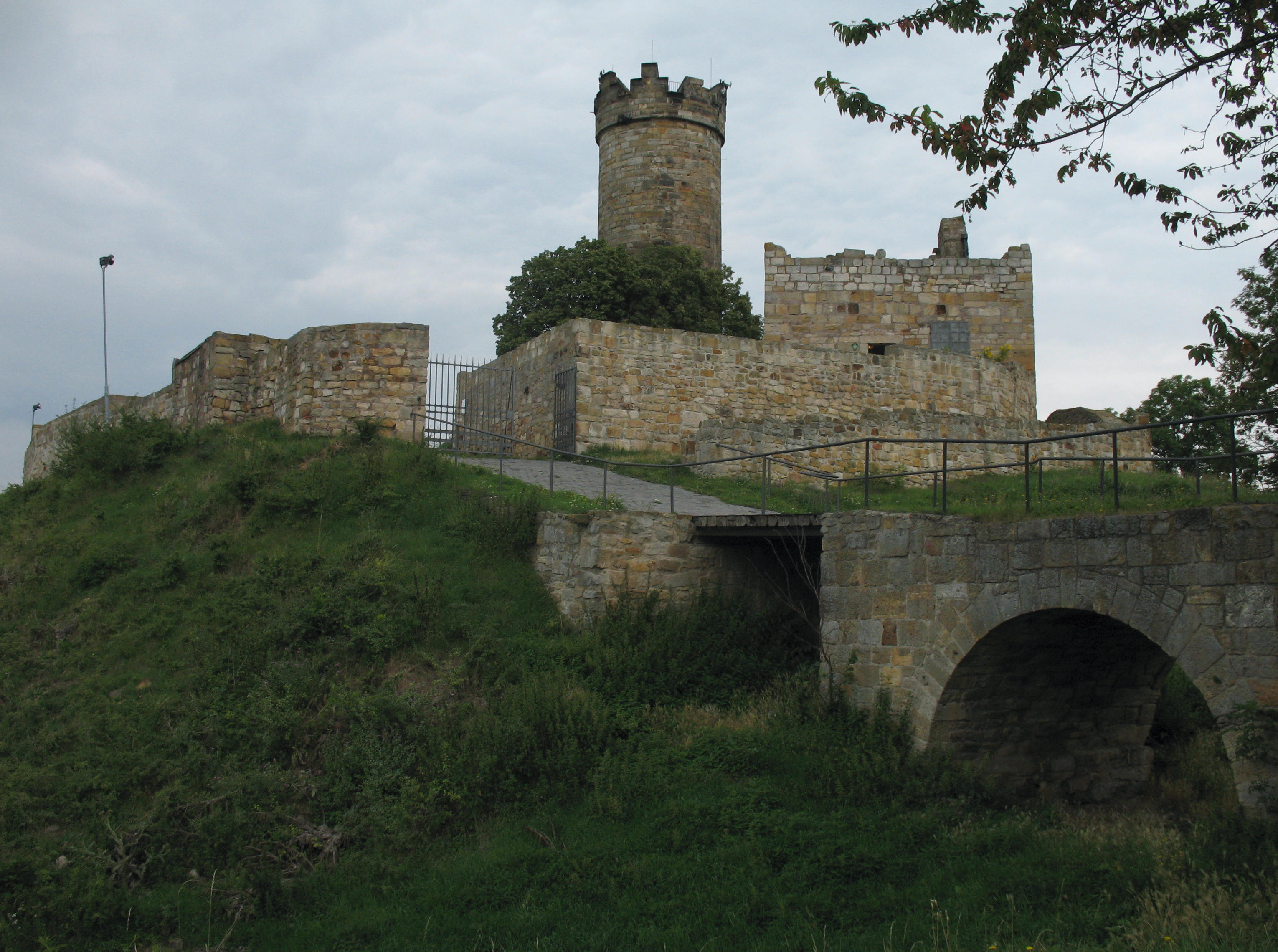
Mühlburg